# 오우치 시게히로
오우치 시게히로(大内重弘, おおうち しげひろ)는 일본 가마쿠라 시대의 스오 국(周防国)의 무사(武士)로 재청관인(在庁官人) 오우치 씨(大内氏) 제22대 당주이다.

## 생애
선대 히로이에의 아들로 쇼안(正安) 2년(1300년) 아버지의 죽음으로 가독을 상속받았다. 『오우치 계도』(大内氏系図)에는 시게히로가 가마쿠라 막부 휘하의 교토 주재 관청 로쿠하라 단다이(六波羅探題)의 효조슈(評定衆)를 맡고 있었다고 기록되어 있다. 오우치 씨는 스오의 재청관인으로 시작해 가마쿠라 막부의 고케닌(御家人)이 되었고, 쇼겐(正元) 연간에는 로쿠하라 단다이 산하에서 교토의 치안 유지를 맡은 「재경인」(在京人)이 되어 있었다. 또한 스오의 재청 군사 ・ 경찰권을 독점적으로 지배하고 있었던 다타라 씨(多々良氏) 일문의 족장적 존재로써 스오 재청관인의 맹주적인 입장에 있었다.
시게히로가 가독을 이은 13세기 말부터 나라 도다이지(東大寺)의 대권진(大勧進)직의 이권화와 함께 도다이지 주도(衆徒, 승병)들이 스오 국내의 고쿠가령(国衙領) 지배에 개입하고 나아가 폭력화하는 것이 문제가 되어 이에 재청관인들이 대항하는 구도가 생겨났다. 시게히로도 이러한 다툼에 휘말리게 되었다. 조와(正和) 원년(1312년) 이후 대권진직 ・ 고쿠시 쇼닌(国司上人)이었던 승려 신겐(心源) 및 모쿠다이(目代)로써 파견되었던 죠겐(承元)이 재청관인과 전면 충돌하였다. 신겐 ・ 죠겐은 고쿠가령 내의 재청관인이나 다른 지샤령(寺社領)을 모두 고쿠가령(国衙領)에 포함시킨다는 방침이었던 것으로 보이는데, 재청관인측은 반대로 도다이지의 말사(末寺)였던 아미타지(阿弥陀寺) 소유의 영지도 포함되어 있는 점에 주목해 대권진직이 아미타지의 폐절을 노리고 있다고 호소한다. 시게히로는 로쿠하라 단다이의 지위를 이용하여 막부나 조정을 압박하였을 뿐만 아니라 시쓰겐(実玄)을 중심으로 하는 주도에게 뇌물을 보내어 아군으로 끌어들이고 신겐을 배제하는 강소(強訴)를 행하게 하였다. 신겐측의 주도들도 시쓰겐의 유배를 요구하는 강소를 일으켰으나, 교토에 머무르고 있던 시게히로의 움직임으로 실패로 끝났고 대신 하루 아침에 고쿠가령으로 들게 된 아미타지 소유의 영지를 다시 기진하여 사태의 수습을 도모하였다. 하지만 시게히로 이하 재청관인들의 저항이 계속되었고 분포(文保) 2년(1318년) 말에 신겐을 파면시키기에 이르렀다.
겐오(元応) 2년(1320년) 3월 6일에 사망하였다. 그 뒤를 적남(嫡男)인 히로유키(弘幸)가 이었다.

### 내용주
1. ↑  스오에서 도다이지 대권진직과 재청관인이 한창 다투고 있던 조와 3년(1314년) 발생한 이와시미즈 하치만구(石清水八幡宮)의 고소가 해결된 때에 신인(神人)들이 체재하고 있던 교토 도지(東寺)에서 하치만구로 귀환해 돌아오는 신여(神輿)의 경비를 시게히로가 맡았다(『東寺雑抄』正和3年4月13日条).
2. ↑  신겐파 주도에 의해 작성되어 제출된 것으로 보이는 「분포 2년 12월 26일자 도다이지 주도 연서기청문」(文保2年12月26日付東大寺衆徒連署起請文, 「東大寺文書」6-273)에는 신겐 파면의 부당성과 오우치 시게히로가 도다이지 소유 영지인 興行의 임무를 방해하고 방해하고 있다고 비난하는 내용이 실려 있다.[3][2]

### 설명주
1. 1 2 3 4 5 6 7 8 9 10 11 12 13 14 15 16 17 18  御薗生翁甫 1980, p. 17.
2. 1 2 3  松岡久人 2011, §大内氏.
3. 1 2  松岡久人 2011, §鎌倉末期周防国衙領支配の動向と大内氏.

## 참고 문헌
- 松岡久人 (2011.11).  岸田裕之編, 편집. 《大内氏の研究》. 清文堂出版. ISBN 9784792409524. 일본 전국 서지 번호 : 22084823. 다음 글자 무시됨: ‘和書’ (도움말); 
  - 初出 オメガ社編, 편집. (1989). 〈大内氏〉. 《地方別日本の名族》. 9 中国編. 新人物往来社. ISBN 9784404015440. 일본 전국 서지 번호 : 89059059. 다음 글자 무시됨: ‘和書’ (도움말); 
  - §「鎌倉末期周防国衙領支配の動向と大内氏」初出 竹内理三博士還暦記念会編, 편집. (1969). 《荘園制と武家社会》. 吉川弘文館. 일본 전국 서지 번호 : 73003839. 다음 글자 무시됨: ‘和書’ (도움말);
- 防長新聞社山口支社編, 편집. (1966년 3월). 《近世防長諸家系図綜覧》. 三坂圭治監修. 防長新聞社. OCLC 703821998. 일본 전국 서지 번호 : 73004060. 다음 글자 무시됨: ‘和書’ (도움말); 틀:クローズドアクセス国立国会図書館デジタルコレクション
  - 復刻 御薗生翁甫 (1980년 11월). 〈付録 新撰大内氏系図〉.   田村哲夫編修. 《近世防長諸家系図綜覧》. 三坂圭治監修 復刻版판. マツノ書店. OCLC 674504899. 일본 전국 서지 번호 : 81035962. 다음 글자 무시됨: ‘和書’ (도움말);

| 전임 오우치 히로이에 | 제7대 스오 오우치씨 당주 1300년 ~ 1320년 | 후임 오우치 히로유키 |